# Новина (Архангельская область)
Новина — деревня в Холмогорском районе Архангельской области.

## География
Находится в центральной части Архангельской области на расстоянии приблизительно 12 км на восток-северо-восток по прямой от административного центра района села Холмогоры на левом берегу реки Вертус.

## История
В 1859 году здесь (тогда деревня Холмогорского уезда Архангельской губернии) было учтено 23 двора. До 2022 года входила в Луковецкое сельское поселение до его упразднения.

## Население
Численность населения: 128 человек (1859 год), 18 (русские 100 %) в 2002 году, 14 в 2010.